# O'Fallon (Missouri)
O'Fallon és una població dels Estats Units a l'estat de Missouri. Segons el cens del 2007 tenia 74.976 habitants.

## Demografia
Segons el cens del 2000, O'Fallon tenia 46.169 habitants, 15.389 habitatges, i 12.603 famílies. La densitat de població era de 793,3 habitants per km².
Dels 15.389 habitatges en un 50,6% hi vivien nens de menys de 18 anys, en un 69,8% hi vivien parelles casades, en un 8,6% dones solteres, i en un 18,1% no eren unitats familiars. En el 14,1% dels habitatges hi vivien persones soles el 3,4% de les quals corresponia a persones de 65 anys o més que vivien soles. El nombre mitjà de persones vivint en cada habitatge era de 2,98 i el nombre mitjà de persones que vivien en cada família era de 3,3.
Per edats la població es repartia de la següent manera: un 33,4% tenia menys de 18 anys, un 6,4% entre 18 i 24, un 38,8% entre 25 i 44, un 15,3% de 45 a 60 i un 6,2% 65 anys o més.
L'edat mediana era de 31 anys. Per cada 100 dones de 18 o més anys hi havia 95,1 homes.
La renda mediana per habitatge era de 60.179 $ i la renda mediana per família de 64.627 $. Els homes tenien una renda mediana de 45.295 $ mentre que les dones 29.129 $. La renda per capita de la població era de 21.774 $. Entorn del 2,6% de les famílies i el 3,3% de la població estaven per davall del llindar de pobresa.

## Poblacions més properes
El següent diagrama mostra les poblacions més properes.